# 豐收村
23°43′33.9″N 120°26′57.7″E / 23.726083°N 120.449361°E
豐收村是中華民國臺灣嘉義縣民雄鄉轄下的行政區。位於嘉義縣東北方，北接大林鎮上林里，西以好收大排及嘉88鄉道為界，與溪口鄉疊溪村及民雄鄉頂崙村比鄰；南鄰民雄鄉東湖村，東接民雄鄉三興村。面積約7.105058平方公里，行政區包含23個鄰、1,006戶、人口數2,454人。聚落內的五穀王廟、陳氏家廟以及國立中正大學為該村景點。

## 教育
本區域內目前無設立國中小，國小學區為位於頂崙村的東榮國小；國中學區為民雄鄉民雄國中。
- 東榮國小：創立於民國四十二年(1953年)設立，最初為民雄國民學校東榮分校，於隔年九月奉嘉義縣政府令允許獨立設校，定名為嘉義縣民雄鄉東榮國民學校，後於五十七年(1968年)改名為嘉義縣民雄鄉東榮國民小學。1968年至今曾設有三興分校和東湖分校，前者改制為三興國小，後已裁撤[3]。

- 民雄國中：民國四十四年(1955年)，嘉義縣立華南商校為配合防空疏散政策成立民雄分部。民五十一年(1962年)為配合政府發展初中計劃，改名為縣立華南商校玉山初中民雄聯合分部。五十三年(1964年)四月教育廳令其獨立設校，校名改為嘉義縣立民雄初級中學，最初建校全校僅有十二班。隔年設溪口分部，五十九(1970年)年時又設立大崎分部。九年義務國教實施後，改制為嘉義縣立民雄國民中學，增加班級數至二十一班。由於學生人數不斷增加，校地不敷使用，七十九年(1990年)擴充校地，此時全校總面積共達四點二公頃左右。民國八十八年(1999年)，因九二一大地震使第二棟成危樓，東側半部遭拆除。民國九十年(2001年)，第二棟震災重建大樓落成啟用[4]。

## 文化資源
- 五穀王廟：主神為五穀先帝，從祀開台聖王、觀世音菩薩、土地公、九天司命真君、中壇元帥(太子爺)、太乙救苦天尊(太乙真人)等，例祭日農曆四月二十六日。位置：23°33'43.1"N 120°27'02.4"E。建立於1693年(康熙三十二年)。相傳最初為鐘姓移民為祈求五穀豐登、風調雨順奉祀五穀王。於光緒三十二年丙午大地震倒圯，由當期管理者陳實華籌款一千三百圓重建。此次重建將同期倒塌之王爺廟(震天府)、土地公廟、民宅之太子等奉迎合祀。民國三十四年(1945年)，由方得利、陳金柱等集資一萬餘元重修。於民國四十一年八月再度重建，為現在所見之廟宇[5]。

- 福德爺廟：主神為土地公，創立於1923年。為祈護土並祈求年年豐收，住民建福德廟於山仔腳附近（日治中葉時仍屬山仔腳），倡建者林氏，而後郭以友曾主倡重興一次。大正十二年（1923）間，由陳聯彬發起遷建於現址，並改築磚瓦使之更為牢固。自古福德爺油火興盛，曾有先人購置福德爺田九甲餘[6]。

- 震天府：主祀神明：王爺，從祀二郎神君、中壇元帥、土地公，創立於1875年。相傳於光緒元年(1875年) 乩童劉府傳達神旨於此村建廟，此後集全村之力於隔年竣工。於民前六年(1905年)嘉義地區發生大地震，損及該廟一時無法修復，於是討論後將五府千歲神座遷往穀豐宮，即今五谷(穀)王廟。民國六十一年(1972年)因乩童陳凌波神二王旨重建五府千歲廟，於隔年農曆正月初四動土，四月廿六日竣工落成[7]。